# كأس أوكرانيا 1992–93
كأس أوكرانيا 1992–93 (بالأوكرانية: Кубок України з футболу 1992—1993)‏ هو الموسم 2 من كأس أوكرانيا. أقيم خلال الفترة 26 يوليو 1992 وحتى 30 مايو 1993، وأشرف على تنظيمه اتحاد أوكرانيا لكرة القدم، وكان عدد الأندية المشاركة فيه 80، وفاز فيه دينامو كييف.